# Josep Llobera i Ramon
Josep Llobera i Ramon   (Barcelona, 1922 - Cornellà de Llobregat, 16 de desembre de 2011) fou un defensor i difusor del català.
Fou un dels fundadors a Cornellà de Llobregat de la Delegació local de la Unió Excursionista de Catalunya (UEC) i hi organitzà la secció sardanista, juntament amb cursets en català.
A Cornellà, durant el franquisme, va ésser molts anys l'únic professor de català, al local de la delegació de la UEC en classes voluntàries i gratuïtes, fins a la seva incorporació a la Junta Assessora per a l'Ensenyament del Català (JAEC). També va impartir cursos a Gavà, Esplugues de Llobregat, Sant Just Desvern i Barcelona. També de forma clandestina, va assistir a les classes dels Estudis Universitaris Catalans (EUC). També va treballar com a corrector a l'Institut d'Estudis Catalans amb Ramon Aramon i Serra fins a la seva jubilació el 1988.
Va rebre els següents reconeixements per la seva trajectòria: Premi Eduard Brossa de la Societat Catalana de Geografia per l'obra Toponímia de Cornellà de Llobregat. Accèssit a la Flor Natural dels Jocs Florals de l'Alguer. Diplôme Supérieur de Culture Française per l'Institut Français de Barcelone. Premi Fundació Huguet per l'obra El Català Bàsic. El 2004 li fou atorgada la Creu de Sant Jordi. També va rebre la Medalla d'Or de Cornellà de Llobregat.
El 24 de novembre del 2013 es va inaugurar una plaça a Cornellà de Llobregat amb el seu, nom molt a prop d'on va viure els últims anys de la seva vida.